# Сигово (озеро, Карелия)
Сигово — пресноводное озеро на территории Амбарнского сельского поселения Лоухского района Республики Карелии.

## Общие сведения
Площадь озера — 1,3 км². Располагается на высоте 83,6 метров над уровнем моря.
Форма озера продолговатая: оно почти на два километра вытянуто с северо-запада на юго-восток. Берега каменисто-песчаные, преимущественно заболоченные.
Из северо-западной оконечности озера вытекает протока, впадающая в Нижнее Кумозеро, из которого берёт начало река Кузема, впадающая, в свою очередь, в Белое море.
С нескольких сторон к озеру подходит автозимник.
Населённые пункты вблизи водоёма отсутствуют.
Код объекта в государственном водном реестре — 02020000711102000003696.